# Sliver (film)
Pour les articles homonymes, voir Sliver.
Pour plus de détails, voir Fiche technique et Distribution.
Sliver est un thriller érotique américain réalisé par Phillip Noyce et sorti en 1993. Il s'agit d'une adaptation du roman du même nom (en) d'Ira Levin publié en 1991.

## Synopsis
Carly Norris (Sharon Stone), 35 ans, jeune directrice dans l'édition, récemment divorcée, cherche à refaire sa vie. Elle emménage à New York dans un immeuble dernier cri.
Elle y fait la connaissance de Vida Warren (Polly Walker), sa voisine de palier, de Gus Hale (Keene Curtis), professeur d'université, de Jack Lansford (Tom Berenger), écrivain en mal d'inspiration, et de Zeke Hawkins (William Baldwin), jeune concepteur de jeux vidéo.
Tandis qu'elle entame une relation intime avec Zeke, Carly apprend que la précédente locataire, Naomi Singer (Allison Mackie), s'est défenestrée depuis son balcon. Les décès s'accumulant au sein de l'immeuble, Carly va découvrir en parallèle de l'enquête du lieutenant Victoria Hendrix (CCH Pounder), que l'un des locataires du bâtiment connaît d'inavouables secrets sur les autres locataires de l'immeuble…

## Fiche technique
- Titre original et français : Sliver
- Réalisation : Phillip Noyce
- Scénario : Joe Eszterhas et John Bishop, d'après le roman du même nom (en) d'Ira Levin
- Musique : Howard Shore
- Décors : Christopher Nowak
- Costumes : Deborah L. Scott
- Photographie : Vilmos Zsigmond
- Montage : Richard Francis-Bruce et William Hoy
- Production : Robert Evans et Ray Evans
- Société de production : Paramount Pictures
- Société de distribution : American Broadcasting Company (ABC)
- Budget : 40 000 000 de dollars
- Pays de production :  États-Unis
- Langue originale : anglais
- Format : Couleur (Technicolor) - 2.35 : 1 – 35 mm Dolby SR (France)
- Genre : thriller érotique, drame, policier
- Durée : 109 minutes
- Dates de sortie :
  - États-Unis : 21 mai 1993
  - France : 25 août 1993
- Interdit aux moins de 12 ans lors de sa sortie en salles puis interdit aux moins 16 ans lors de son passage à la télévision

## Distribution
- Sharon Stone (VF : Béatrice Agenin) : Carla "Carly" Norris
- William Baldwin (VF : Jean-Philippe Puymartin) : Zeke Hawkins
- Tom Berenger (VF : Jacques Frantz) : Jack Lansford
- Polly Walker (VF : Anne Canovas) : Vida Warren
- Colleen Camp (VF : Christine Deschaumes) : Judy Marks
- Amanda Foreman (VF : ?) : Samantha Moore
- Martin Landau (VF : Michel Bardinet) : Alex Parsons
- Nicholas Pryor (VF : Sady Rebbot) : Peter Farrell
- CCH Pounder (VF : Maïk Darah) : Lieutenant Victoria Hendrix
- Marnette Patterson : Joanie Balinger
- Nina Foch (VF : Anna Gaylor) : Evelyn McEvoy
- Keene Curtis (VF : Roger Bret) : Gus Hale
- Anne Betancourt : Jackie Kinsella
- Tony Peck : Martin Kinsella
- Allison Mackie : Naomi Singer

## Production
Joe Eszterhas, scénariste de Basic Instinct, adapte ici le roman d'Ira Levin publié en 1991. Il retrouve par ailleurs Sharon Stone. L'actrice avouera après coup regretter d'avoir joué dans le film.
Le tournage a lieu à New York (Morgan Court sur Madison Avenue, Park Avenue) ainsi qu'aux Sunset Gower Studios à Los Angeles. Sur le tournage, les relations entre Sharon Stone et William Baldwin, les deux acteurs principaux, étaient très houleuses.

## Bande originale
| 1.  | Can't Help Falling in Love (interprété par UB40)       | - George David Weiss - Hugo Peretti - Luigi Creatore                            | UB40                                       | 3:26 |
| 2.  | Carly's Song (interprété par Enigma)                   | Michael Cretu                                                                   | Michael Cretu                              | 3:49 |
| 3.  | Slid (interprété par Fluke)                            | - Michael Bryant - Mike Tournier - Jonathan Fugler                              | Fluke                                      | 3:46 |
| 4.  | Unfinished Sympathy (interprété par Massive Attack)    | - Grantley Marshall - Robert Del Naja - Andrew Vowles - J. Sharp - Shara Nelson | Massive Attack with Jonny Dollar           | 5:09 |
| 5.  | The Most Wonderful Girl (interprété par Lords of Acid) | - Oliver Adams - Nikki Van Lierop - Maurice Engelen                             | - Jade 4 U - Oliver Adams - Praga Khan     | 4:47 |
| 6.  | Oh Carolina (interprété par Shaggy)                    | John Folkes (uncr.)                                                             | Sting International                        | 3:06 |
| 7.  | Move with Me (interprété par Neneh Cherry)             | - Neneh Cherry - Cameron McVey                                                  | - Booga Bear - Jonny Dollar - Neneh Cherry | 5:21 |
| 8.  | Slave to the Vibe (interprété par Aftershock)          | - V. Jeffrey Smith - Peter Lord - Guy Routte                                    | - V. Jeffrey Smith - Peter Lord            | 5:45 |
| 9.  | Penthouse and Pavement (interprété par Heaven 17)      | - Ian Craig Marsh - Martyn Ware - Glenn Gregory                                 | British Electric Foundation                | 3:58 |
| 10. | Skinflowers (interprété par The Young Gods)            | music: - The Young Gods - Roli Mosimann lyrics: Franz                           | Roli Mosimann                              | 5:08 |
| 11. | Star Sail (interprété par The Verve)                   | - Simon Jones - Peter Salisbury - Nick McCabe - Richard Ashcroft                | John Leckie                                | 3:58 |
| 12. | Wild at Heart (interprété par Bigod 20)                | - Marcus Nikolai - Zip Campisi                                                  | - BIGOD 20 - Nino Tielmann                 | 4:15 |
| 13. | Carly's Loneliness (interprété par Enigma)             | Michael Cretu                                                                   | Michael Cretu                              | 3:11 |

## Accueil
La réception du public sera plutôt tiède aux Etats-Unis puisque le film engendre 36 millions de dollars de recettes, ne couvrant ainsi pas son budget de 40 millions de dollars. L'exploitation à l'étranger sera en revanche bien plus fructueuse avec 80 millions de dollars dans les caisses de la Paramount.
La critique sera en revanche peu tendre avec le film[réf. nécessaire] et il aura droit à plusieurs nominations aux Razzie Awards 1994.

## Distinctions
- Nommé aux Razzie Awards 1994 dans sept catégories :
  - Pire film
  - Pire acteur pour William Baldwin
  - Pire actrice pour Sharon Stone
  - Pire second rôle masculin pour Tom Berenger
  - Pire second rôle féminin pour Colleen Camp
  - Pire réalisateur pour Phillip Noyce
  - Pire scénario pour Joe Eszterhas

## Anecdote
Le film a été parodié dans un des épisodes des Simpsons, L'Héritier de Burns, 18e épisode de la 5e saison.